# سناریوی رؤیایی
سناریوی رویایی (به انگلیسی: Dream Scenario) یک فیلم کمدی آمریکایی به نویسندگی و کارگردانی کریستوفر بورگلی با بازی نیکلاس کیج، مایکل سرا، جولیان نیکلسون و تیم مدوز است.
در داستان این فیلم، یک پروفسور دمدمی‌مزاج که هرگز در کارهتیش موفق نبود، پس از ظاهر شدن برنامه تلویزیونی یک‌شبه به یک چهره مشهور تبدیل می‌شود و ...

## شرح داستان
سوفی، دختر نوجوانی است که در رؤیایی مردی را می‌بیند که کنار استخری در حال جمع کردن برگ‌هاست. زمانی که سوفی شروع به شناور شدن به‌سوی آسمان می‌کند، از این مرد که او را «بابا» صدا می‌زند، کمک می‌خواهد. پدر او، پل ماتیوز، استاد زیست‌شناسی فرگشتی در دانشگاهی محلی است.
پل درمی‌یابد که یکی از همکاران سابقش در حال نگارش مقاله‌ای درباره موضوعی است که سال‌ها پیش با او درباره‌اش گفت‌وگو کرده بود. او ابتدا می‌خواهد با او مقابله کند، اما در عوض از او خواهش می‌کند که از او نامی ببرد. دوست‌دختر سابقش، کلر، که اکنون روزنامه‌نگار است، پل را همراه با همسرش جانت می‌بیند و به او می‌گوید که او را در خواب‌هایش دیده است. با اجازهٔ پل، کلر مقاله‌ای درباره این تجربه می‌نویسد. به‌زودی صدها غریبه اعلام می‌کنند که پل را در رؤیاهای خود دیده‌اند. گرچه پل از توجه رسانه‌ها خشنود است، اما از اینکه در خواب‌ها شخصیتی منفعل و بی‌رمق دارد، دلخور می‌شود. او در گفت‌وگوهای بداهه با برخی از دانشجویانش درمی‌یابد که در بسیاری از خواب‌ها فجایعی رخ می‌دهد یا خواب‌بین‌ها از او کمک می‌خواهند، اما پل هیچ واکنشی نشان نمی‌دهد.
جانت، همسرش، می‌پرسد که چرا او در خواب‌هایش ظاهر نمی‌شود. جانت خیال‌پردازی خود را شرح می‌دهد: اینکه پل در حالی‌که لباس گشاد و معروف دیوید برن در فیلم کنسرتی Stop Making Sense (محصول ۱۹۸۴) را بر تن دارد، او را نجات دهد. همان شب، مردی بیمار روانی که پل را در خواب‌هایش دیده، با چاقو به خانه‌شان حمله می‌کند و این ماجرا نگرانی‌هایی درباره خطرات شهرت پل به‌وجود می‌آورد.
پل برای گرفتن قرارداد چاپ کتاب با شرکت روابط عمومی دیدار می‌کند، اما آن‌ها می‌کوشند او را قانع کنند که در شبکه‌های اجتماعی برای نوشابه اسپرایت تبلیغ کند. یکی از دستیاران جوان شرکت، مالی، به پل می‌گوید که خواب‌های شهوانی دربارهٔ او دیده است. پل تلاش می‌کند این خواب‌ها را برای او بازسازی کند، اما دچار انزال زودرس می‌شود و با شرمندگی محل را ترک می‌کند.
پل از اینکه همکار سابقش مقاله‌ای پرمخاطب درباره همان موضوع منتشر کرده که او قصد داشت کتابی درباره‌اش بنویسد، خشمگین می‌شود. حضورش در خواب مردم رنگ و بویی خشن و سادیستی پیدا می‌کند و مورد نفرت عمومی قرار می‌گیرد. او به مرخصی اجباری فرستاده می‌شود، زیرا دانشجویان حاضر نیستند در کلاس‌هایش شرکت کنند. مردم در مکان‌های عمومی با دیدن او آزرده می‌شوند و در یک غذاخوری درگیری فیزیکی رخ می‌دهد. پس از آن‌که شغل جانت نیز تحت تأثیر قرار می‌گیرد، از پل می‌خواهد که عذرخواهی عمومی کند، اما او با عصبانیت امتناع می‌ورزد.
پل در کابوسی می‌بیند که نسخه‌ای دیگر از خودش با یک تیرکمان به‌دنبال شکار و کشتنش است. پس از آن، ویدیویی پر از دلسوزی برای خود منتشر می‌کند. جانت با دیدن این ویدیو او را از خانه بیرون می‌اندازد. پل با زور وارد نمایش مدرسه‌ای دخترش می‌شود، اما به‌طور تصادفی معلمی را زخمی کرده و مهار می‌شود. او بیش‌ازپیش مورد نفرت مردم قرار می‌گیرد.
مدتی بعد، خواب‌ها متوقف شده‌اند. تجربه پل در رؤیاها به کشف نوعی ناخودآگاه جمعی انجامیده و اکنون، با استفاده از فناوری، رؤیاها به فضایی برای تبلیغات تبدیل شده‌اند. جانت از پل جدا شده و با یکی از همکارانش قرار می‌گذارد. پل برای تبلیغ کتابش با نام سناریوی رؤیا به فرانسه سفر می‌کند. او درمی‌یابد که عنوان کتاب بدون اجازه‌اش به Je suis ton cauchemar («من کابوس تو هستم») تغییر کرده، ترجمهٔ فرانسوی آن بسیار نازک است و مراسم امضای کتاب به زیرزمین تاریک کتاب‌فروشی منتقل شده است. با این حال، طرفداران برای گرفتن امضا صف کشیده‌اند. پل با استفاده از فناوری سفر در رؤیا تلاش می‌کند وارد یکی از خواب‌های جانت شود و در حالی‌که لباس برن را بر تن دارد، او را نجات دهد. هنگامی‌که چون سوفی در رؤیای آغازین، به‌آرامی به‌سوی آسمان بالا می‌رود، با خود می‌گوید: «کاش این رؤیا واقعی بود».

## تولید
فیلمبرداری اصلی در اکتبر ۲۰۲۲ در تورنتو آغاز شد و در نوامبر همان سال به پایان رسید.